# Ai qing mo fa shi
Ai qing mo fa shi (titolo internazionale The Magicians of Love) è una serie televisiva teen drama taiwanese (vedi anche Drama taiwanese) del 2006. La storia, totalmente originale, si svolge per lo più nel mondo della moda e dell'immagine per quanto riguarda l'hairstyle.

## Trama
La storia si apre con l'inaugurazione del salone per parrucchieri Neo-Image, famoso a livello internazionale. Tre sono i parrucchieri che vi lavorano, Artz, Richie e Fernando, le cui acconciature degne di opere d'arte attraggono enormi folle di clienti. Poco dopo l'apertura, i tre scoprono del talento in una giovane parrucchiera part-time, Xiao Bei, che però si rifiuta di cooperare per lavorare da Neo-Image. Un giorno, Xiao Bei sta per essere investita da un'auto mentre attraversa la strada, quando viene per caso salvata da Artz che la spinge dell'altro lato della strada. Artz indossava un giubbino con il numero 23 stampato. Quando Xiao Bei vede Richie indossare lo stesso giubbino, crede che sia lui il suo salvatore e se ne innamora. Tuttavia, Richie conduce una vita oscura e pericolosa, alla giornata, senza sicurezza di riuscire ad arrivare neanche a "domani". Nel frattempo, Xiao Bei inizia a fare volontariato in una casa di riposo. Per coincidenza, lei e Artz si trovano a visitare nello stesso momento una vecchina, nonna Li Lian, la quale si rende conto che i due formerebbero una coppia perfetta. È infatti lei che convince Artz a dichiarare i propri sentimenti a Xiao Bei, prima che sia troppo tardi.

## Cast
- Ming Dao: Du Ya Si / Artz
- Joanne Zeng: Bei Ruo Yi / Xiao Bei
- Sam Wang: Lin Er Qi / Richie
- Jacky Zhu: Fei Nan Du / Fernando
- Ehlo Huang: Xiao Zhe Ming
- Sonia Sui: Ye Ke Lan
- Sun Ai Hui: Emma
- Adriene Lin: Qing Kong
- Jade Qu: Guan Tong Tong
- Zhao Shun: Lao Bei
- Lu Man Yin: Xiang Xiang Yi
- Tan Ai Zhen: Li Lian Nai Nai
- Lin Ke Wei: Mango
- Pan Yi Ru: Chanel
- Cheng Bo Ren: Moli
- Qiu Shu Fang: Chou Mei
- Ambrose Hsu: David Yao
- Joyce Zhao: Fan Xiao Ling
- Doris Lai: Rong Er / Yuli
- Tsai Pei Lin (cameo)
- Ao Quan (episodio 20)